# 레지던트 이블 5: 최후의 심판
《레지던트 이블 5: 최후의 심판》(영어: Resident Evil: Retribution)은 2012년에 개봉한 액션 공포 영화이다. 《레지던트 이블 4: 끝나지 않은 전쟁》(2010)의 속편이며 레지던트 이블 영화 시리즈 다섯 번째 작품이다. 폴 W. S. 앤더슨이 전편에 이어 연출과 각본을 동시에 맡았다.
속편 《레지던트 이블: 파멸의 날》(2016)로 이어진다.

## 줄거리
전편은 T-바이러스 실험체로 이용되던 주인공 앨리스가 도망을 쳐서 엄브렐라 코퍼레이션의 화물선 아케이디아까지 도달했다가 옛 동료 질 밸런타인이 이끄는 틸트로터 V-22 오스프레이 비행대대로부터 공격을 받기 시작하면서 끝이 났다. 본 영화는 전편 마지막 장면에서 내용이 바로 이어진다. 앨리스는 붙잡힌 상태이고 크리스 레드필드, 클레어 레드필드, 케이마트의 현 상황은 나오지 않는다.
라쿤 시티의 교외에서 복제 앨리스가 남편 토드, 청각 장애인 딸 베키와 살던 중 집에 좀비가 침입한다. 밖으로 나온 복제 앨리스는 레인의 차를 얻어타지만 바로 교통 사고가 나고, 베키는 좀비가 된 토드에게 죽는다.
진짜 앨리스는 캄차카반도의 옛 소련 해군 기지에서 운용되고 있는 엄브렐라 수중 실험 시설에서 깨어난다. 질에게 고문을 당하던 앨리스는 갑자기 방어 체계가 리부트를 하게 되면서 감금 장소에서 빠져나온다. 좀비와 싸우며 나아가던 앨리스는 앨버트 웨스커의 정예 요원 에이다 웡을 만난다. 더 이상 엄브렐라를 위해 일하지 않는 웨스커와 웡이 엄브렐라를 해킹해 앨리스를 빼낸 장본인이었던 것이다.
웡과 웨스커는 엄브렐라가 이곳에 시부야 스크램블 교차점, 뉴욕, 모스크바 붉은 광장 굼 백화점 등의 일부를 정교하게 재현한 시뮬레이션을 구축했으며, 이를 배경으로 복제 인간들 상대로 T-바이러스 가상 전염 상황을 조성해 구매 의사가 있는 국가들에게 제품 효과 견본으로 보여주고 있음을 알려준다. 또한 레드 퀸이 재가동되어 엄브렐라를 관장하는 중이다.
웡과 앨리스는 리언 S. 케네디, 배리 버턴, 옛 동료 루서 웨스트로 이뤄진 구조팀과 라쿤 시티 교외 시뮬레이션에서 집결하기로 하고, 구조팀은 시설 파괴를 위해 2시간 뒤 터지는 폭탄을 근방에 설치한다.
구조팀은 모스크바 시뮬레이션에서 좀비떼 라스 플라가스를 물리친다. 앨리스와 웡은 뉴욕 시뮬레이션에서 엑시큐셔너 둘과 싸운 뒤 교외 시뮬레이션에서 복제 앨리스의 집에 들어갔다가 베키와 마주친다. 앨리스를 엄마인 복제 앨리스로 여긴 베키는 앨리스에게 매달린다. 앨리스, 웡, 베키가 집 밖을 나서자 앨리스와 질의 옛 동료들인 제임스 "원" 섀이드, 레인 오캄포, 카를로스 올리베이라의 사악한 복제 인간이 이들을 기다리고 있다. 웡은 뒤에 남아 이들을 상대하고, 앨리스는 베키를 데리고 먼저 빠져나온다.
앨리스와 베키는 아르바츠카야역 시뮬레이션에서 앞서 복제 앨리스를 도와주려했던 착한 버전의 복제 레인을 만난다. 앨리스는 이 복제 레인에게 베키를 지킬 무기를 주며 베키를 맡긴 뒤 좀비들과 거인 리커로부터 구조팀을 도주시킨다. 그러나 그 사이 착한 레인은 사망하고 베키는 리커에게 붙잡히고 만다. 앨리스는 리커를 죽이고 베키를 구한다. 배리는 다른 사람들이 탈출할 수 있도록 자진하여 희생하며 엄브렐라 요원들을 붙잡아놓는다.
폭탄이 터진 뒤 해수면으로 올라온 리언, 루서, 앨리스, 베키는 설상차를 타고 얼음 위를 이동하던 중 오스카급 잠수함을 타고 나타난 질과 대면한다. 웡이 인질로 잡힌 상태에서 앨리스는 싸움 도중 질의 가슴에서 정신을 조작하던 장치를 떼어낸다. 사악한 복제 레인이 루서를 살해하자 앨리스는 총을 쏴 발 밑 얼음을 깨트려 사악한 레인을 라스 플라가스가 헤엄치고 있는 바닷물 속에 빠뜨린다.
앨리스, 웡, 베키, 리언, 질은 미군이 지키는 백악관으로 향해 오벌 오피스에서 웨스커와 재회한다. 웨스커는 앨리스에게 신종 T-바이러스를 주입해 앨리스를 다시 슈퍼휴먼으로 만들어준다. 웨스커는 레드 퀸이 인간을 멸종시킬 생각이며, 아직 감염이 되지 않은 인간들은 전부 이곳 지하에 모여있다고 알려준다. 이곳이 인류의 마지막 보루인 셈이다.

## 출연
- 밀라 요보비치 - 앨리스와 앨리스의 복제 인간들 역
- 시에나 길러리 - 질 밸런타인 역
- 미셸 로드리게스 - 레인 오캄포 (복제) 역
- 아리아나 엔지니어 - 베키 역
- 리빙빙 - 에이다 웡 역
- 보리스 코조 - 루서 웨스트 역
- 요한 우르브 - 리언 S. 케네디 역
- 케빈 듀랜드 - 배리 버턴 역
- 오데드 페르 - 카를로스 올리베이라 (복제) / 토드 (복제) 역
- 콜린 새먼 - 제임스 "원" 섀이드 (복제) 역
- 숀 로버츠 - 앨버트 웨스커 역
- 나카시마 미카 - 제이팝 걸 역
- 메건 샤판티에이 - 레드 퀸 역

과거 촬영분
- 앨리 라터 - 클레어 레드필드 역
- 웬트워스 밀러 - 크리스 레드필드 역
- 킴 코츠 - 베넷 싱클레어 역
- 노먼 영 - 킴 용 역
- 스펜서 로크 - 케이마트 역
- 이언 글렌 - 알렉산더 아이작스 박사 역
- 샌드린 홀트 - 테리 모랄레스 역
- 토마스 크레치만 - 티머시 케인 소령 역
- 제임스 퓨어포이 - 스펜스 파크스 역
- 에릭 메이비어스 - 맷 역
- 조지프 메이 - 블루 박사 역

## 기타 제작진
- 라인 제작: 하틀리 고런스타인
- 배역: 디어드러 보언
- 미술: 케빈 핍스
- 세트: 스티브 슈척
- 의상: 웬디 파트리지

## 같이 보기
- 비디오 게임을 원작으로 한 영화 목록